# Masato Fue
Masato Fue (笛 真人 Fue Masato?), född 22 mars 1973 i Kagoshima prefektur, är en japansk före detta fotbollsspelare.
Fue började sin karriär 1991 i Mazda (Sanfrecce Hiroshima). Efter Sanfrecce Hiroshima spelade han för Profesor Miyazaki. Han avslutade karriären 2002.